# Однолуска циліндрична
Однолуска циліндрична (Hainardia cylindrica syn. Parapholis cylindrica) — вид рослин родини тонконогові (Poaceae), поширений у Європі, пн.-зх. Африці й Західній Азії.

## Опис
Багаторічник. Стебла прямовисні чи колінчасто висхідні, 10–27 см завдовжки; стеблові вузли коричневі чи чорні. Язичок 0.5 мм завдовжки, гострий. Листові пластинки скручені, 6–10 см завдовжки й 1.5–2 мм ушир. Суцвіття — китиця, 4–12 см завдовжки. Колосочки складаються з 1 плідної квіточки, ланцетні, 5–7 мм завдовжки. Колоскові луски: нижня відсутня чи нечітка, верхня ланцетна, 5–7 мм завдовжки, без кілів, 3-жилкова, з загостреною верхівкою, 1–1.4 довжини суміжної фертильної леми. Родюча лема ланцетна, 5 мм завдовжки, без кіля, 3-жилкова, поверхня зверху волохата, вершина загострена. Зернівка яйцеподібна.

## Поширення
Поширений у Європі (Албанія, Болгарія, Кіпр, Франція [у т. ч. Корсика], Греція [у т. ч. Східні Егейські острови, Крит], Іран, Ірак, Італія [у т. ч. Сардинія, Сицилія], Крим, Португалія, Іспанія [у т. ч. Балеарські острови], Туреччина в Європі, колишня Югославія), північно-західній Африці (Алжир, Туніс, Марокко, Канарські острови, Мадейра) й Західній Азії (Південний Кавказ, Туреччина, Палестина, Ліван-Сирія); вид інтродуковано до ПАР, Японії, Австралії, Нової Зеландії, США, Нижньої Каліфорнії, Південної Америки.
В Україні росте на приморських пісках, засолених луках і як бур'ян — у пд. Криму.